# Riem Hussein
Riem Hussein (* 26. Juli 1980 in Bad Harzburg) ist eine deutsche Fußballschiedsrichterin. Sie ist seit 2005 DFB-Schiedsrichterin und steht seit 2009 auf der FIFA-Liste. Hussein pfeift für die TSG Bad Harzburg.

## Werdegang

### Schiedsrichterin im Männerbereich
Bei den Männern pfeift Hussein seit 2008 Spiele der viertklassigen Regionalliga. Zur Fußballsaison 2015/16 stieg sie in die 3. Liga der Männer auf. Ihr erstes Spiel hatte sie dort am 2. Spieltag die Begegnung Mainz 05 II gegen 1. FC Magdeburg. Damit war sie nach Bibiana Steinhaus die zweite Schiedsrichterin, die im professionellen deutschen Männerfußball eingesetzt wurde. Nach 56 Spielen in der 3. Liga beendete Hussein ihre Karriere im professionellen Männerbereich zum Ende der Saison 2023/24 hin.
Hussein wird aber weiterhin als VAR in Spielen der Bundesligen eingesetzt.

### Schiedsrichterin im Frauenbereich

#### National
Seit 2005 leitet Hussein als DFB-Schiedsrichterin Spiele in der 2. Bundesliga und seit 2006 in der Bundesliga. 2008 wurde sie als Schiedsrichter-Assistentin im DFB-Pokalfinale eingesetzt. Am 15. Mai 2010 pfiff Hussein das DFB-Pokalfinale zwischen FCR 2001 Duisburg und FF USV Jena (1:0).
Hussein wurde bisher fünf Mal zur DFB-Schiedsrichterin des Jahres gewählt: 2013, 2016, 2020, 2021 sowie 2025.

#### International
Im Jahre 2009 wurde sie FIFA-Schiedsrichterin und leitet seitdem auch Europapokal- und Länderspiele. Ihr erstes internationales Turnier hatte sie 2012 mit der U19-Europameisterschaft der Frauen in Antalya. 2016 leitete sie bei der U20-Weltmeisterschaft zwei Spiele. Hussein war Schiedsrichterin bei der Europameisterschaft 2017 sowie beim Algarve-Cup 2017.
Am 3. Dezember 2018 wurde sie für die Fußball-Weltmeisterschaft 2019 nominiert, bei der sie in drei Spielen zum Einsatz kam.
Beim Zypern-Cup 2019 leitete sie zwei Gruppenspiele sowie das Finale zwischen Nordkorea und Italien, in dem sie zwei Nordkoreanerinnen (eine durch eine Gelb-Rote Karte und eine weitere durch eine Rote Karte) des Feldes verwies.
Hussein leitete das Endspiel der UEFA Women’s Champions League 2020/21 am 16. Mai 2021 in Göteborg zwischen dem Chelsea FC Women und dem FC Barcelona (0:4).
2022 war sie erneut bei der Europameisterschaft der Frauen als Schiedsrichterin aktiv.

### Sonstiges
Riem Hussein war bis 2005 aktive Fußballspielerin. Als Stürmerin spielte sie in der Saison 2004/05 für den Zweitligisten MTV Wolfenbüttel und erzielte 18 Saisontore. Zur Frauen-Fußball-WM 2011 wurde sie vom ZDF als Expertin verpflichtet.

## Turniere im Frauenbereich

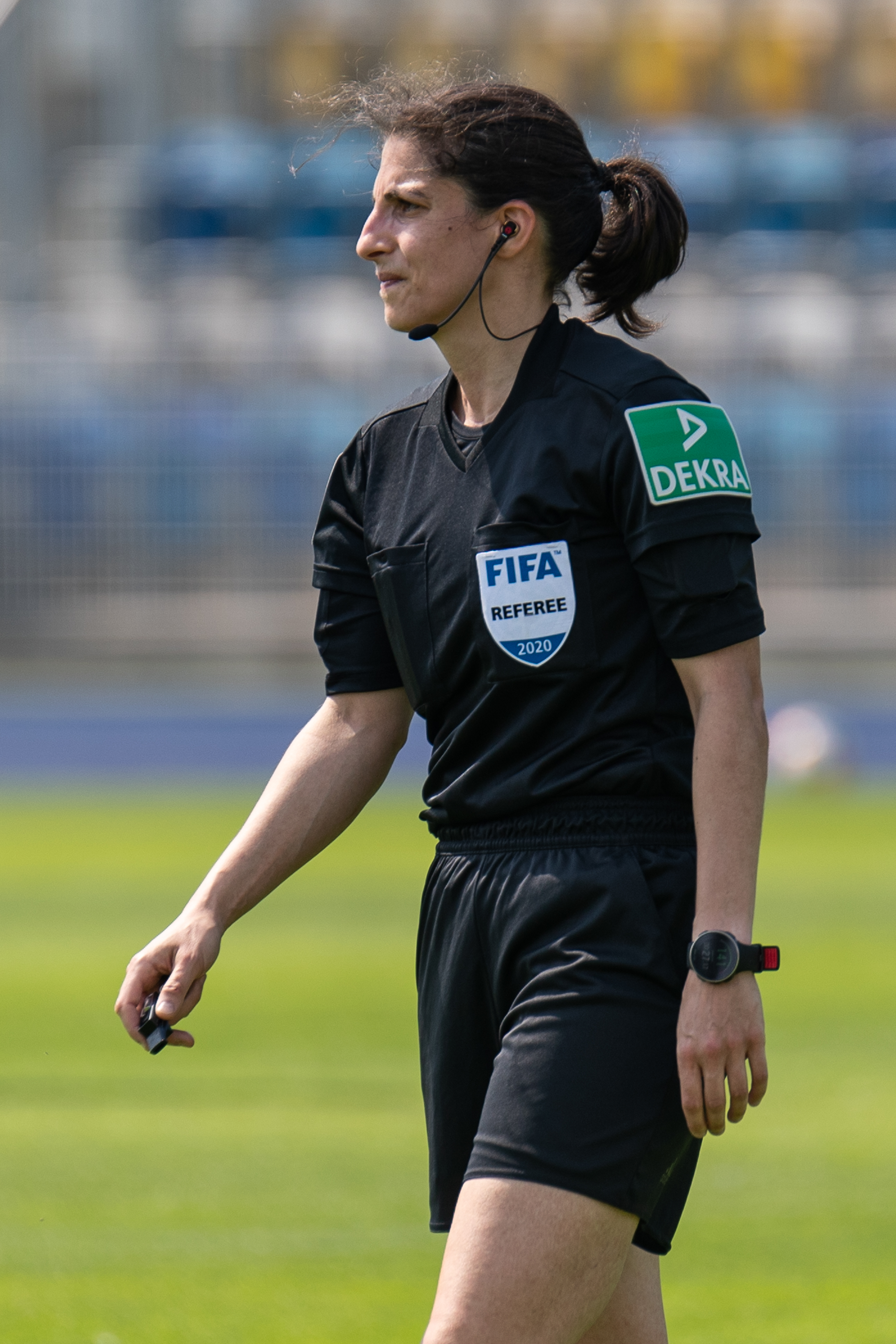
Riem Hussein 2020

### Einsätze bei der Weltmeisterschaft 2019 in Frankreich
| Gruppe C, 9. Juni 2019, 15:30 Uhr in Grenoble   |   |            |                                 |
| Brasilien                                       | – | Jamaika    | 3:0 (1:0)                       |
| Gruppe F, 16. Juni 2019, 18:00 Uhr in Paris     |   |            |                                 |
| USA                                             | – | Chile      | 3:0 (3:0)                       |
| Achtelfinale, 22. Juni 2019, 21:00 Uhr in Nizza |   |            |                                 |
| Norwegen                                        | – | Australien | 1:1 n. V. (1:0, 1:1), 4:1 i. E. |

## Privates
Hussein hat palästinensische Wurzeln. Hauptberuflich arbeitet sie als Apothekerin in einer Apotheke in Bad Harzburg, die sie gemeinsam mit ihrer Schwester und ihrem Bruder betreibt. Im Jahr 2009 wurde sie im Fachbereich Pharmazeutische Technologie an der Technischen Universität Braunschweig promoviert. Ihre bei Christel Müller-Goymann angefertigte Dissertation trägt den Titel Charakterisierung von Hartfettmatrices und Lipidnanosuspensionen mit Phospholipon 90 H.

## Veröffentlichungen
- Charakterisierung von Hartfettmatrices und Lipidnanosuspensionen mit Phospholipon 90 H, Diss. TU Braunschweig 2009 (auch online verfügbar, mit Abstract)